# 버크셔 해서웨이 에너지
버크셔 해서웨이 에너지(Berkshire Hathaway Energy)는 버크셔 해서웨이가 90% 지분을 보유하고 있는 자회사이다. 그렉 에이블 (Greg Abel)이 회장직을 맡고 있으며, 윌리암 퍼만 (William Fehrman)이 대표이사직을 맡고 있다. 지난 5월 1일 열렸던 온라인 라이브 주주총회에서 버크셔의 회장인 워렌 버핏은 버크셔 그룹의 후계자로 그렉 에이블을 공개적으로 지명했다.

## 지배 구조 및 자회사
- 버크셔 해서웨이 - 버크셔 헤서웨이 에너지의 90% 지분 보유
  - 버크셔 해서웨이 에너지
    - Pacificorp (태평양 지역 발전사)
    - BHE U.S. Transmission (송전사)
    - NV Energy (네바다 지역 발전사)
      - Nevada Power Company
      - Sierra Pacific Power Company

    - BHE Renewables (신재생에너지 발전사)
    - MidAmerican (중부 지역 발전사)
    - HomeServices of America (부동산 회사)
    - Northern Powergrid (영국 북서부 발전사)
      - Northern Powergrid Northeast
      - Northern Powergrid Yorkshire

    - Altalink (캐나다 알버타 지역 송전사)
    - BHE Pipeline Group (천연가스 송유 회사)
      - Kern River
      - BHE GT&S
      - Northern Natural Gas[3]

## 에너지 자산
- 자산 총액: 1,270억 달러
- 매출: 210억 달러
- 고객수: 9천1백만명
- 직원수: 23,800명
- 송전망 총연장: 36,000마일
- 천연가스관 총연장: 21,300마일
- 전력 총생산 능력: 33,654메가와트
  - 신재생에너지 43%
  - 천연가스 32%
  - 석탄 24%
  - 핵발전 및 기타 1%[4]